# Phân họ Rắn hổ xiên
Phân họ Rắn hổ xiên (danh pháp khoa học: Pseudoxenodontinae) là một phân họ nhỏ trong họ Colubridae, gồm khoảng 10 loài trong 2 chi.

## Phân bố
Phân họ này được tìm thấy ở Nam Á và Đông Nam Á, từ đông bắc Ấn Độ tới miền nam Trung Quốc (gồm cả Đài Loan) và về phía nam tới Indonesia tới đường Wallace.
Rắn của phân họ Pseudoxenodontine là rắn đẻ trứng có kích thước từ nhỏ tới trung bình. Đặc trưng chia sẻ chung giữa hai chi Pseudoxenodon và Plagiopholis là bán dương vật lần đầu tiên được mô tả năm 1987, sau này được hỗ trợ bằng các chứng cứ DNA vào đầu thập niên 2010.
Có nhiều khác biệt giữa 2 chi này. Pseudoxenodon được tìm thấy dọc theo các con suối trong các khu rừng ẩm ướt, trong khi Plagiopholis lại ưa thích sống trong các bụi cỏ, bụi rậm và những nơi kè đá. Thức ăn của Pseudoxenodon là ếch nhái và thằn lằn còn của Plagiopholis là các loại giun đất. Plagiopholis (chiều dài tổng cộng từ 20 tới 40 cm) là nhỏ hơn nhiều so với Pseudoxenodon (chiều dài tổng cộng từ 50 tới 170 cm). Ít nhất hai loài Pseudoxenodon là P. bambusicola và P. macrops có các thể hiện đe dọa rất gây ấn tượng, như phô ra các sọc đậm ở bụng và kiểu màu vàng tươi, bạnh cổ như rắn hổ mang để đe dọa chết chóc.. Plagiopholis không có răng phình to, nhưng Pseudoxenodon có 2 răng tận cùng phía sau hàm trên phình to. Tuy nhiên, cho đến nay người ta chưa ghi nhận một trường hợp nào chúng cắn người.
Mặc cho các khác biệt này, một số các nghiên cứu đã đặt 2 chi này trong cùng một nhóm tại đáy hoặc gần đáy của hoặc là Dipsadinae hoặc là nhóm gồm Dipsadinae + Natricinae,
trong khi đó một nghiên cứu lại cho rằng ít nhất thì Pseudoxenodon là lồng sâu trong Dipsadidae và đại diện cho sự di thực đảo ngược từ tây sang đông, từ Nam Mỹ sang châu Á thông qua cầu đất liền Bering.

## Phân loại
Pseudoxenodontinae là nhóm có quan hệ chị em với Dipsadinae. Chúng cùng nhau hợp thành một nhánh có quan hệ chị em với nhánh chứa Natricinae và Sibynophiinae.

## Các chi
Có 10 loài phân bố trong 2 chi. Phần lớn các loài chưa được nghiên cứu rõ, làm cho Pseudoxenodontinae là một trong những nhóm rắn được nghiên cứu ít nhất.
- Plagiopholis Boulenger, 1893: 4 loài rắn hổ đất. Tại Việt Nam có 2-3 loài là rắn hổ núi mũi mác (Plagiopholis nuchalis), rắn hổ đất thường (Plagiopholis styani) và rắn hổ đất Delacour (Plagiopholis delacouri)?.
- Pseudoxenodon Boulenger, 1890: 6 loài rắn hổ xiên. Tại Việt Nam có 3 loài là rắn hổ xiên tre (Pseudoxenodon bambusicola), rắn hổ xiên Karl Schmidt (Pseudoxenodon karlschmidti) và rắn hổ xiên mắt to (Pseudoxenodon macrops).

## Phát sinh chủng loài
Phát sinh chủng loài nội bộ phân họ Pseudoxenodontinae theo Figueroa et al. (2016)

|  | Pseudoxenodon bambusicola |
|  |                           |
|  | Pseudoxenodon sp.         |
|  |                           |

|  | Pseudoxenodon karlschmidti |
|  |                            |
|  | Pseudoxenodon macrops      |
|  |                            |

|  | Pseudoxenodon bambusicola |
|  |                           |
|  | Pseudoxenodon sp.         |
|  |                           |

|  | Pseudoxenodon karlschmidti |
|  |                            |
|  | Pseudoxenodon macrops      |
|  |                            |

|  | Pseudoxenodon bambusicola |
|  |                           |
|  | Pseudoxenodon sp.         |
|  |                           |

|  | Pseudoxenodon karlschmidti |
|  |                            |
|  | Pseudoxenodon macrops      |
|  |                            |

|  | Pseudoxenodon bambusicola |
|  |                           |
|  | Pseudoxenodon sp.         |
|  |                           |

|  | Pseudoxenodon karlschmidti |
|  |                            |
|  | Pseudoxenodon macrops      |
|  |                            |